# Boomschorsvliegen
De boomschorsvliegen (Megamerinidae) zijn een familie uit de orde van de tweevleugeligen (Diptera), onderorde vliegen (Brachycera). Wereldwijd omvat deze familie zo'n 4 genera en 16 soorten.
In Nederland is Megamerina dolium de enige waargenomen soort uit deze familie.

## Soorten
De volgende geslachten en soorten zijn bij de familie ingedeeld:
- Geslacht Megamerina
  - Megamerina dolium
- Geslacht Protexara
  - Protexara sinica
- Geslacht Texara
  - Texara annulifera
  - Texara compressa
  - Texara dioctrioides
  - Texara hada
  - Texara luteinervis
  - Texara melanopoda
  - Texara pallitarsula
  - Texara rufipes
  - Texara savolaineni
  - Texara shatalkini
  - Texara shenwuana
  - Texara stackelbergi
  - Texara tricesima